# Yo-kai Watch Blasters
Yo-kai Watch Blasters (妖よう怪かいウォッチバスターズ, Youkai Watch Busters) est un jeu vidéo de rôle développé et édité par Level-5, sorti pour la première fois en 10 juillet 2015 au Japon sur Nintendo 3DS.
Il n'a été publié qu'à partir de 7 septembre 2018 dans le reste du monde, où il est édité par Nintendo.
Le jeu, à l'image d'autres titres de la série, est décliné en deux versions distinctes : Peloton du Chat Rouge (Red Cat Corps) et L'Escadron du Chien Blanc (White Dog Squad), qui comportent des Yo-kai différents et dont les jaquettes respectivement Jibanyan et Komasan, deux mascottes de la licence.
Une troisième version, Brigade du Lapin Lunaire (Moon Rabbit Crew) est sortie sous la forme d'extension en décembre 2015 au Japon, tandis que dans le reste du monde, cette version fut publiée sous la forme d'une mise à jour gratuite le 27 septembre 2018.

## Système de jeu
Le but de Yo-kai Watch Blasters est d'éliminer des ennemis au travers de missions, en coopération jusqu'à quatre joueurs, chacun pouvant jouer un rôle parmi les suivants :
- Combattant, dont l'objectif est d'infliger un maximum de dégâts à l'ennemi ;
- Tank, dont l'objectif est d'encaisser les dégâts de l'ennemi afin de protéger ses coéquipiers ;
- Soigneur, dont l'objectif est de soigner les dégâts reçus par ses coéquipiers ;
- Ranger, dont les compétences peuvent être variées.

Au fil des missions et ennemis vaincus, le joueur en vient à affronter des boss, jusqu'à se mesurer au boss final après plusieurs évènements.
Le jeu comporte trois différents modes de jeu :
- Le mode Histoire, le joueur doit accomplir des missions de plus en plus compliquées. Ces missions sont classées par chapitres et chaque chapitre comporte un boss en tant que mission final du chapitre; (Il existe onze chapitres. La mise à jour Yo-kai Watch Blasters : Brigade du Lapin Lunaire rajoute trois chapitres post-game).
- Le mode Patrouille, le joueur n'a aucun objectif précis, il peut combattre de Yo-kai pour tenter de se lier d'amitié avec ceux-ci, ou réaliser des mini-quêtes comme récupérer 5 objets dispersées à plus endroits, battre quatre Yo-kai, ou battre un gros Yo-kai qui est plus puissant que les autres;
- Le mode Big Boss, le joueur peut se battre contre le boss de son choix à condition de l'avoir déjà vaincu au moins une fois dans le mode Histoire. Après avoir battu un boss, il est possible de le rebattre autant de fois que désiré. Chaque boss possède trois niveaux de difficultés
  - Le niveau Normal, le boss est le même que celui que le joueur bats dans le mode Histoire;
  - Le niveau Super, accessible après avoir vaincu un boss de niveau Normal. Les boss de niveau Super infligent plus de dégâts et ont plus de points de vie;
  - Le niveau Ultra, accessible après avoir vaincu un boss de niveau Super. Les boss de niveau Ultra infligent beaucoup plus de dégâts et ont énormément de points de vie. Pour pouvoir jouer dans ce niveau, une condition doit être respecté : posséder un Orbe G du boss en question; Pour en avoir une, il faut réaliser un défi qui varie selon le boss. Les défis consistent soit à battre le boss désiré en Super dans un temps limité, soit battre trois boss spécifiques du niveau Super dans un ordre désigné;

Depuis la mise à jour Yo-kai Watch Blasters : Brigade du Lapin Lunaire, un quatrième mode inédit fait son apparition : le mode Grand Défi. Ce nouveau mode de jeu inclut deux types de jeu bien différents :
- Le premier mode est une course contre la montre, ce mode consiste simplement à battre un ou plusieurs boss de niveau varié le plus rapidement possible. Des objets sont disponibles au sol pour aider le joueur lors de sa course. Le chrono est mis en pause entre chaque boss
- Le second mode est appelé Chasse aux orbes onis, ce mode ressemble au premiers abords à une patrouille, mais des boss vont faire leur apparition. Le but du joueur est de tuer les boss et les Yo-kai afin de gagner le plus d'orbes onis possible. Trois boss seront en fuite : ils n'attaqueront pas le joueur et se déplaceront à travers la carte du jeu. Ces boss ne peuvent être vaincus. Un quatrième boss apparait en fonction du temps écoulé dans la partie, ce boss est un boss classique pouvant être battu : il vous attaquera au lieu de courir. Ce mode de jeu possède un évènement spécial se déclenchant plusieurs fois au cours de la partie après un certain temps passé dans celle-ci. Cet évènement multiplie le nombre d'orbes onis gagnés en fonction du temps écoulé (Plus le temps de la partie est longue, plus le multiplicateur est important) mais aussi en fonction du niveau de difficulté de la mission.

Ces deux nouveaux modes ont un système de classement par médaille, avec la médaille de bronze, d'argent et d'or. Dans le cas de la course contre la montre, si votre temps est suffisamment faible, vous pouvez recevoir une médaille. Dans les Chasses aux orbes onis, plus vous récolterez d'orbes, plus vous avez de chance d'obtenir une des trois médailles. Si vous arrivez à recevoir une médaille d'or, Coach Antonic vous remettra une Pierre de lune, un matériau rare utilisé dans la fabrication des meilleurs équipements du jeu. Ce matériau est limité à un exemplaire par mission, vous pourrez donc en obtenir au total huit. (Cinq missions Contre la montre; Trois missions Chasse aux orbes onis).
En dehors des missions, le hub du jeu prend place dans un immeuble à six niveaux :
- le sous-sol, dédié aux combats en ligne face aux autres joueurs ;
- le rez-de-chaussée, permettant de scanner des codes QR, d'entrer des codes de téléchargement, et de récupérer des récompenses ;
- le 1er étage, servant aux fusions, aux évolutions, à la fabrication d'équipements, d'âme, et à l'achat et la vente d'objets ;
- le 2e étage, permettant au joueur de composer son équipe et de jouer différentes musiques ;
- le 3e étage, servant au joueur à partir en mission et permettant de recevoir des thèmes pour personnaliser le Yo-kai Pad ;
- le toit, dédié au Bingo-kai.

## Accueil
- Gamekult : 5/10[1]

## Déclinaisons
Yo-kai Watch Blasters a connu plusieurs déclinaisons :
- Iron Oni Army, une version sur borne d'arcade exclusive au Japon a été publiée à la fin de l'année 2015 ;
- Dans Yo-kai Watch 2, une application intitulée Blasters permet de lancer un mini-jeu reprenant le principe du jeu éponyme.

Par ailleurs, le jeu dispose d'une suite, sortie en 2017 uniquement au Japon et nommée Yo-kai Watch Busters 2.